# Jewgienij Smiertin
Jewgienij Giennadjewicz Smiertin (ros. Евгений Геннадьевич Смертин, ur. 17 stycznia 1969) to rosyjski trener i piłkarz występujący na pozycji obrońcy lub pomocnika. W Wysszaja Liga SSSR zadebiutował w 1988 roku w barwach Dinama Moskwa. Jego młodszym bratem jest Aleksiej Smiertin.

## Sukcesy
- 2. miejsce w Priemjer-Liga: 1994
- 3. miejsce w Priemjer-Liga: 1992, 1993
- 3. miejsce w Wysszaja Liga SSSR: 1990

## Występy w europejskich pucharach
- Puchar UEFA 1991/1992 z Dinamem Moskwa: 5 meczów
- Puchar UEFA 1992/1993 z Dinamem Moskwa: 5 meczów
- Puchar UEFA 1993/1994 z Dinamem Moskwa: 2 mecze
- Puchar UEFA 1996/1997 z Torpedo Moskwa: 2 mecze